# Kelyan Guessoum
Kelyan Guessoum (Alès, 5 febbraio 1999) è un calciatore francese, difensore dell'MC Oran.

## Caratteristiche tecniche
È un difensore centrale.

## Carriera
Nato ad Alès da una famiglia di origini algerine, entra a far parte del settore giovanile del Nîmes con cui il 29 maggio 2019 firma il suo primo contratto professionistico. Il 29 ottobre seguente debutta in prima squadra giocando l'incontro di Coupe de la Ligue vinto 3-0 contro il Lens; a partire dalla stagione 2020-2021 viene promosso definitivamente in prima squadra ed il 13 dicembre esordisce in Ligue 1, contro il Lorient.

## Statistiche
Statistiche aggiornate al 9 gennaio 2021.

### Presenze e reti nei club
| Stagione        | Squadra         | Campionato      | Campionato | Campionato | Coppe nazionali | Coppe nazionali | Coppe nazionali | Coppe continentali | Coppe continentali | Coppe continentali | Altre coppe | Altre coppe | Altre coppe | Totale | Totale | Totale |
| Stagione        | Squadra         | Comp            | Pres       | Reti       | Comp            | Pres            | Reti            | Comp               | Pres               | Reti               | Comp        | Pres        | Reti        | Pres   | Reti   |        |
| --------------- | --------------- | --------------- | ---------- | ---------- | --------------- | --------------- | --------------- | ------------------ | ------------------ | ------------------ | ----------- | ----------- | ----------- | ------ | ------ | ------ |
| 2016-2017       | Nîmes 2         | CFA2            | 8          | 0          |                 | -               | -               |                    | -                  | -                  |             | -           | -           | 8      | 0      |        |
| 2017-2018       | Nîmes 2         | N3              | 22         | 5          |                 | -               | -               |                    | -                  | -                  |             | -           | -           | 22     | 5      |        |
| 2018-2019       | Nîmes 2         | N2              | 30         | 0          |                 | -               | -               |                    | -                  | -                  |             | -           | -           | 30     | 0      |        |
| 2019-2020       | Nîmes 2         | N2              | 19         | 0          |                 | -               | -               |                    | -                  | -                  |             | -           | -           | 19     | 0      |        |
| 2020-2021       | Nîmes 2         | N3              | 5          | 0          |                 | -               | -               |                    | -                  | -                  |             | -           | -           | 5      | 0      |        |
| 2019-2020       | Nîmes           | L1              | 0          | 0          | CF+CdL          | 1+2             | 0               |                    | -                  | -                  |             | -           | -           | 3      | 0      |        |
| 2020-2021       | Nîmes           | L1              | 5          | 0          | CF              | 0               | 0               |                    | -                  | -                  |             | -           | -           | 5      | 0      |        |
| Totale carriera | Totale carriera | Totale carriera | 89         | 5          |                 | 3               | 0               |                    | -                  | -                  |             | -           | -           | 92     | 5      |        |